# Festival du Livre de Paris
Pour une liste des salons du livre, voir Liste de foires du livre.
Le Festival du Livre de Paris, appelé Livre Paris avant 2021 et, à l'origine, Salon du livre de Paris, est un salon français consacré au livre et à l'écrit créé en 1981 par le Syndicat national de l'édition (SNE). La manifestation accueille à la fois grands et petits éditeurs et représentants des métiers du livre. Elle est ouverte aux professionnels et au grand public.
Le Festival a été, pendant la durée des travaux au Grand Palais, organisé au Grand Palais éphémère du Champ-de-Mars.

## Présentation
Le Festival du Livre de Paris, anciennement Livre Paris, est un festival annuel ayant lieu au printemps au Grand Palais, là où s'est d'ailleurs tenu la première édition du Salon du Livre de Paris il y a 40 ans.
Il est organisé par Paris Livre Événements, une filiale du Syndicat national de l'édition.
Depuis l’édition 2022, il se caractérise par une programmation d'un nouveau genre : des rencontres entre les auteurs et les lecteurs, des ateliers pour les familles, des performances artistiques et des concerts.
Le Festival du Livre met chaque année en avant les lettres d’un pays et d’une ville à l’honneur. L'édition 2022 a accueilli l'Inde, l'édition 2023, l'Italie et l'édition 2024, le Québec. En 2025, la Mer est à l'honneur pour l'Année de la Mer.
Le salon est aussi un rendez-vous des professionnels du livre et de l’écrit, à l’instar des grandes foires du livre organisées en Europe (comme la foire du livre de Francfort), même s'il ne s'y négocie pas les cessions de droits.

### Autres salons
Il existe trois autres grands salons du livre francophone, le Salon du livre de Montréal (Canada), le Salon du livre francophone de Beyrouth (Liban) et le Salon du livre et de la presse de Genève (Suisse).

## Chronologie

### Années 1980
- 1981 : Jack Lang, ministre de la Culture, inaugure le salon au Grand Palais.
- 1982 : François Mitterrand, président de la République, inaugure le salon.
- 1983 : organisation d'une première journée professionnelle ouverte aux libraires et aux bibliothécaires.
- 1985 : Simone Signoret attire de nombreux admirateurs avec son roman Volodia.
- 1987 : Valéry Giscard d'Estaing inaugure le salon.
- 1988 : ouverture du cycle des pays invités.
- 1989 : affluence d'hommes politiques : Jacques Chirac, Lionel Jospin, Michel Rocard… Le salon se transfère à la porte de Versailles.

### Années 1990
- 1990 : retour au Grand Palais.
- 1993 : les régions commencent à investir le salon.
- 1994 : le salon revient porte de Versailles.
- 1995 : Salman Rushdie vient au salon, bravant la fatwa qui le menace.
- 1996 : les États-Unis sont le pays invité du salon.

### Années 2000
- 2001 : l'Allemagne est l'invitée d'honneur. Le président de la République française et le chancelier fédéral allemand — Jacques Chirac et Gerhard Schröder — inaugurent le salon.
- 2002 : alors que l'Italie est à l'honneur, une possible visite de Silvio Berlusconi provoque le refus de la ministre de la Culture, Catherine Tasca. Des manifestations anti-Berlusconi ont lieu au Salon[4],[5].
- 2004 : polémique autour de la non-invitation de Gao Xingjian, prix Nobel de littérature et français depuis 1998, alors que la Chine est le pays invité d'honneur à l'occasion de l'Année de la Chine en France[6].
- 2005 : l'entrée du salon est gratuite pour les étudiants.
- 2006 : la littérature francophone est mise à la lumière avec le « Pavillon francophone » et le coup d'envoi de « Francofffonies ! » le festival francophone en France[7].
- 2007 : l'Inde est le pays invité d'honneur et l'espace de "La Terrasse" est inauguré[8].
- 2008 : l'édition 2008 est perturbée, et sa fréquentation sans doute affectée, par l'appel au boycottage lancé par plusieurs pays arabes, le Liban, la Tunisie, l'Algérie, le Maroc, l'Iran, l'Arabie  saoudite, le Yémen, ainsi que l'Union des écrivains palestiniens. Ils entendent dénoncer ainsi la politique d'Israël contre le peuple palestinien. Les autorités françaises « regrettent » ce mouvement, réprouvé également par de nombreux écrivains de toutes nationalités. Le SNE rappelle que c'est « la littérature israélienne » qui est invitée, et non l'État d'Israël en tant que tel[9],[10]. D'importantes mesures de sécurité sont prises pour filtrer les entrées, qui entraînent de longues files d'attente. Une alerte à la bombe a même eu lieu le dimanche 16 mars qui contraint les organisateurs à l'évacuation totale du salon[11].

### Années 2010
- 2010 : Frédéric Mitterrand, ministre de la Culture, inaugure la 30e édition du salon sur fond de crise : plusieurs éditeurs réduisent leur participation (Hachette, La Martinière), tandis que d'autres renoncent (Bayard). L'association des éditeurs indépendants L'Autre Livre milite contre une hausse des tarifs des stands des petits éditeurs. La Turquie étant prévue être invitée d'honneur, les organisateurs décident de célébrer non pas un pays mais les auteurs[12].
- 2011 : la littérature nordique est à l'honneur, représentée par des écrivains en provenance des cinq pays invités d'honneur : la Suède, le Danemark, la Norvège, la Finlande et l'Islande. Buenos Aires est la ville invitée. L'entrée du salon est gratuite pour les titulaires de la carte d'usager des bibliothèques de la ville de Paris.
- 2012 : le Japon est le pays invité d'honneur, alors que Moscou est la ville invitée. Le lauréat du prix Nobel de littérature 1994, Kenzaburō Ōe, participe à des débats sur l'« Agora » du Centre national du livre.
- 2013 : la Roumanie est le pays invité d'honneur, et Barcelone la ville invitée. François Hollande, président de la République, inaugure le salon.
- 2014 : l'Argentine est le pays invité d'honneur, et Shanghai la ville invitée. Le Premier ministre Jean-Marc Ayrault inaugure le salon en compagnie de Cristina Kirchner, présidente de l'Argentine[13]. Exposition « Regards de femmes », en collaboration avec  les éditions Dargaud, « honore le talent des auteures dans une exposition singulière sur les femmes et la bande dessinée[14] », exposition collective avec les œuvres de Catherine Meurisse, Claire Bretécher, Florence Cestac, Annie Goetzinger, Marion Montaigne et Vanyda.
- 2015 : le Brésil, avec une délégation de 48 auteurs est le pays invité d'honneur de la 35e édition et Cracovie et Wrocław deviennent les villes invitées. Au cœur des réflexions contemporaines sur l'économie du livre à l'ère de l'internationalisation et de la dématérialisation, le salon propose cette année trois axes thématiques Droit d'auteur, droit de l'Homme (avec la liberté d'expression en toile de fond[15]), Nos héros préférés et Tourisme, voyage et récits d'aventure.

Environ 3 000 auteurs sont sur place pour dédicacer leurs livres. Le président de la République François Hollande inaugure la manifestation le samedi 21, accompagné de la ministre de la Culture Fleur Pellerin.
Le groupe Hachette Livre (Grasset, Fayard, Calmann-Lévy) boycotte le salon, estimant son coût trop élevé en regard de ses retombées économiques. Ce même samedi, des dizaines d'écrivains, traducteurs et éditeurs manifestent bruyamment dans les allées du salon pour dénoncer « la précarité croissante de la profession ».
- 2016 : Pour cette édition, le Salon du livre de Paris est désormais baptisé Livre Paris[18]. Nouveau nom, nouveau logo, nouvelle signalétique, nouveaux aménagements scéniques, Livre Paris propose une programmation plus cohérente et inaugure le premier hors les murs, Livre sur Seine[19], opération en partenariat avec la Ville de Paris, sur les berges de Seine.

En 2016, Livre Paris met à l'honneur la littérature sud-coréenne, dans le cadre de l'année France-Corée 2015-2016, aux côtés des deux villes congolaises invitées, Brazzaville et Pointe Noire, et de Constantine, capitale de la culture arabe en 2015, occasion de mettre à l'honneur la littérature algérienne.
- 2017 : Le Maroc est à l'honneur de la 37e édition[21]. Pour la première fois depuis sa création, le salon met en lumière les lettres et la culture d’un pays du monde arabe, témoignant ainsi du dynamisme et de la richesse des échanges entre le Maroc et la France sur le plan éditorial et littéraire.
- 2018 : La Russie est l'invitée de la 38e édition. Elle est représentée par une délégation de 38 écrivains chargés d'illustrer le renouveau des lettres russes. Emmanuel Macron, qui inaugure le Salon, choisit cependant de boycotter le stand russe en raison des tensions diplomatiques dues à l'empoisonnement de l'agent double Sergueï Skripal[22].

La présence de Zakhar Prilepine provoque des protestations de la part d'activistes ukrainiens, qui brandissent des pancartes « Prilepine assassin » et en viennent aux mains avec les gardes du corps de Prilepine.
- 2019 : Le salon 2019 fait une exception par rapport aux salons des autres années : l'Europe est le premier continent invité d'honneur dans l'histoire du salon, à l'occasion des enjeux politiques récents comme le Brexit et les élections européennes de 2019. Inaugurée par Édouard Philippe et Franck Riester[24], l'édition no 39 est au centre de controverses autour du livre numérique et de l'autoédition[25].

Une baisse de la fréquentation le 16 mars, lors de l'« acte XVII » des gilets jaunes, sera attribuée par les organisateurs au « contexte et une actualité sociale tendus ».

### Années 2020
- 2020 : Le salon 2020 devait mettre à l'honneur l'Inde. Le dimanche 1er mars, par un communiqué, le Syndicat national de l'édition annonce que le salon du livre est annulé « pour des raisons de santé publique » dans le cadre de la lutte contre la pandémie de Covid-19[28].
- 2021 : Le salon 2021 devait se tenir du 28 au 31 mai 2021[29]. Il est annulé en raison de la situation sanitaire.
- 2022 : Après l'annulation du salon 2020, l'Inde est le pays à l'honneur de l'édition 2022 du Festival, qui se déroule du 22 au 24 avril 2022[28],[30].
- 2023 : L'Italie est le pays à l'honneur de l'édition 2023 du Festival, qui se déroule du 21 au 23 avril[28],[31].
- 2024 : Le Québec, province du Canada, est à l'honneur lors du festival se déroulant les 12, 13 et 14 avril[32].

## Les pays à l'honneur
Le salon du livre met chaque année un pays ou un bassin linguistique à l'honneur : 

## Fréquentation
Source jusqu’en 2015 : site officiel.
| Fréquentation du Salon du livre de Paris | Fréquentation du Salon du livre de Paris | Fréquentation du Salon du livre de Paris | Fréquentation du Salon du livre de Paris | Fréquentation du Salon du livre de Paris | Fréquentation du Salon du livre de Paris | Fréquentation du Salon du livre de Paris                                                       |
|                                          | Année                                    | Dates                                    | Dates                                    | Lieu                                     | Ville                                    | Nb. visiteurs.                                                                                 |
| ---------------------------------------- | ---------------------------------------- | ---------------------------------------- | ---------------------------------------- | ---------------------------------------- | ---------------------------------------- | ---------------------------------------------------------------------------------------------- |
| 1re                                      | 1981                                     | 23 mai                                   | 27 mai                                   | Grand Palais                             | Paris                                    |                                                                                                |
| 2e                                       | 1982                                     | 26 mai                                   | 27 mars                                  | Grand Palais                             | Paris                                    |                                                                                                |
| 3e                                       | 1983                                     | 15 mai                                   | 20 avril                                 | Grand Palais                             | Paris                                    |                                                                                                |
| 4e                                       | 1984                                     | 23 mars                                  | 28 mars                                  | Grand Palais                             | Paris                                    | 159 061                                                                                        |
| 5e                                       | 1985                                     | 22 mars                                  | 27 mars                                  | Grand Palais                             | Paris                                    | 174 764                                                                                        |
| 6e                                       | 1986                                     | 20 mars                                  | 26 mars                                  | Grand Palais                             | Paris                                    | 182 365                                                                                        |
| 7e                                       | 1987                                     | 19 mars                                  | 25 mars                                  | Grand Palais                             | Paris                                    | 209 254                                                                                        |
| 8e                                       | 1988                                     | 14 mars                                  | 20 avril                                 | Porte de Versailles                      | Paris                                    | 201 952                                                                                        |
| 9e                                       | 1989                                     | 19 mars                                  | 25 mai                                   | Porte de Versailles                      | Paris                                    | 137 432                                                                                        |
| 10e                                      | 1990                                     | 24 mars                                  | 28 mars                                  | Grand Palais                             | Paris                                    | 136 046                                                                                        |
| 11e                                      | 1991                                     | 22 mars                                  | 27 mars                                  | Grand Palais                             | Paris                                    | 147 830                                                                                        |
| 12e                                      | 1992                                     | 20 mars                                  | 25 mars                                  | Grand Palais                             | Paris                                    | 153 656                                                                                        |
| 13e                                      | 1993                                     | 17 mars                                  | 22 mars                                  | Grand Palais                             | Paris                                    | 150 113                                                                                        |
| 14e                                      | 1994                                     | 23 mars                                  | 28 mars                                  | Porte de Versailles                      | Paris                                    | 175 000                                                                                        |
| 15e                                      | 1995                                     | 17 mars                                  | 22 mars                                  | Porte de Versailles                      | Paris                                    | 181 141                                                                                        |
| 16e                                      | 1996                                     | 22 mars                                  | 27 mars                                  | Porte de Versailles                      | Paris                                    | 201 101                                                                                        |
| 17e                                      | 1997                                     | 12 mars                                  | 17 mars                                  | Porte de Versailles                      | Paris                                    | 210 000                                                                                        |
| 18e                                      | 1998                                     | 20 mars                                  | 25 mars                                  | Porte de Versailles                      | Paris                                    | 220 600                                                                                        |
| 19e                                      | 1999                                     | 19 mars                                  | 24 mars                                  | Porte de Versailles                      | Paris                                    | 223 000                                                                                        |
| 20e                                      | 2000                                     | 17 mars                                  | 22 mars                                  | Porte de Versailles                      | Paris                                    | 241 000                                                                                        |
| 21e                                      | 2001                                     | 16 mars                                  | 21 mars                                  | Porte de Versailles                      | Paris                                    | 235 000                                                                                        |
| 22e                                      | 2002                                     | 22 mars                                  | 27 mars                                  | Porte de Versailles                      | Paris                                    | 219 000                                                                                        |
| 23e                                      | 2003                                     | 21 mars                                  | 26 mars                                  | Porte de Versailles                      | Paris                                    | 185 000                                                                                        |
| 24e                                      | 2004                                     | 19 mars                                  | 24 mars                                  | Porte de Versailles                      | Paris                                    | 185 000                                                                                        |
| 25e                                      | 2005                                     | 18 mars                                  | 23 mars                                  | Porte de Versailles                      | Paris                                    | 165 000                                                                                        |
| 26e                                      | 2006                                     | 17 mars                                  | 22 mars                                  | Porte de Versailles                      | Paris                                    | 174 000                                                                                        |
| 27e                                      | 2007                                     | 23 mars                                  | 27 mars                                  | Porte de Versailles                      | Paris                                    | 180 200                                                                                        |
| 28e                                      | 2008                                     | 14 mars                                  | 19 mars                                  | Porte de Versailles                      | Paris                                    | 165 300                                                                                        |
| 29e                                      | 2009                                     | 13 mars                                  | 18 mars                                  | Porte de Versailles                      | Paris                                    | 198 150                                                                                        |
| 30e                                      | 2010                                     | 26 mars                                  | 31 mars                                  | Porte de Versailles                      | Paris                                    | 190 000                                                                                        |
| 31e                                      | 2011                                     | 18 mars                                  | 21 mars                                  | Porte de Versailles                      | Paris                                    | 180 000                                                                                        |
| 32e                                      | 2012                                     | 16 mars                                  | 19 mars                                  | Porte de Versailles                      | Paris                                    | 190 000                                                                                        |
| 33e                                      | 2013                                     | 22 mars                                  | 25 mars                                  | Porte de Versailles                      | Paris                                    | 196 000                                                                                        |
| 34e                                      | 2014                                     | 21 mars                                  | 24 mars                                  | Porte de Versailles                      | Paris                                    | 198 000                                                                                        |
| 35e                                      | 2015                                     | 20 mars                                  | 23 mars                                  | Porte de Versailles                      | Paris                                    | 180 000                                                                                        |
| 36e                                      | 2016                                     | 18 mars                                  | 21 mars                                  | Porte de Versailles                      | Paris                                    |                                                                                                |
| 37e                                      | 2017                                     | 18 mars                                  | 21 mars                                  | Porte de Versailles                      | Paris                                    | 160 000                                                                                        |
| 38e                                      | 2018                                     | 16 mars                                  | 19 mars                                  | Porte de Versailles                      | Paris                                    | 165 000                                                                                        |
| 39e                                      | 2019                                     | 15 mars                                  | 18 mars                                  | Porte de Versailles                      | Paris                                    | 160 000, sera attribuée par les organisateurs au « contexte et une actualité sociale tendus. » |
| 40e                                      | 2022                                     | 21 avril                                 | 24 avril                                 | Porte de Versailles                      | Paris                                    |                                                                                                |

## Participants célèbres
- Jorge Amado (1998)
- Paul Auster (2010)
- Hervé Bazin (1981)
- Tahar Ben Jelloun (1999)
- Enki Bilal (2007, 2015)
- William Boyd (2014)
- Paulo Coelho (1998, 2015)
- Delphine de Vigan (2016)
- Maxime Chattam (2011, 2015)
- Umberto Eco (1994, 2000, 2002, 2010)
- Per Olov Enquist (2011)
- James Ellroy (1996)
- Carlos Fuentes (2009)
- Anna Gavalda (2008, 2010, 2014)
- Allen Ginsberg (1996)
- Jens Christian Grøndahl (2011)
- Satoshi Kamata (2012)
- Douglas Kennedy (2010, 2014, 2015)
- Doris Lessing (2010)
- Carlos Liscano (2010)
- António Lobo Antunes (2000, 2010)
- Gaston Miron (1981)
- Herta Müller (2001)
- Amélie Nothomb (2015, 2016)
- Kenzaburō Ōe (2012)
- Sofi Oksanen (2011)
- Salman Rushdie (1995)
- Riad Sattouf (2015)
- José Saramago (2000)
- Éric-Emmanuel Schmitt (2014, 2015, 2016)
- Jorge Semprún (1991)
- Benjamin Stora (2015, 2016)
- Tarun Tejpal (2007)
- Paul Verhoeven (2015)
- Herbjørg Wassmo (2011)
- Gōzō Yoshimasu (2012)
- Reynald Secher (depuis 2012)
- Neil Gaiman (2019)
- Erri de Luca (2019)
- Orhan Pamuk (2019)

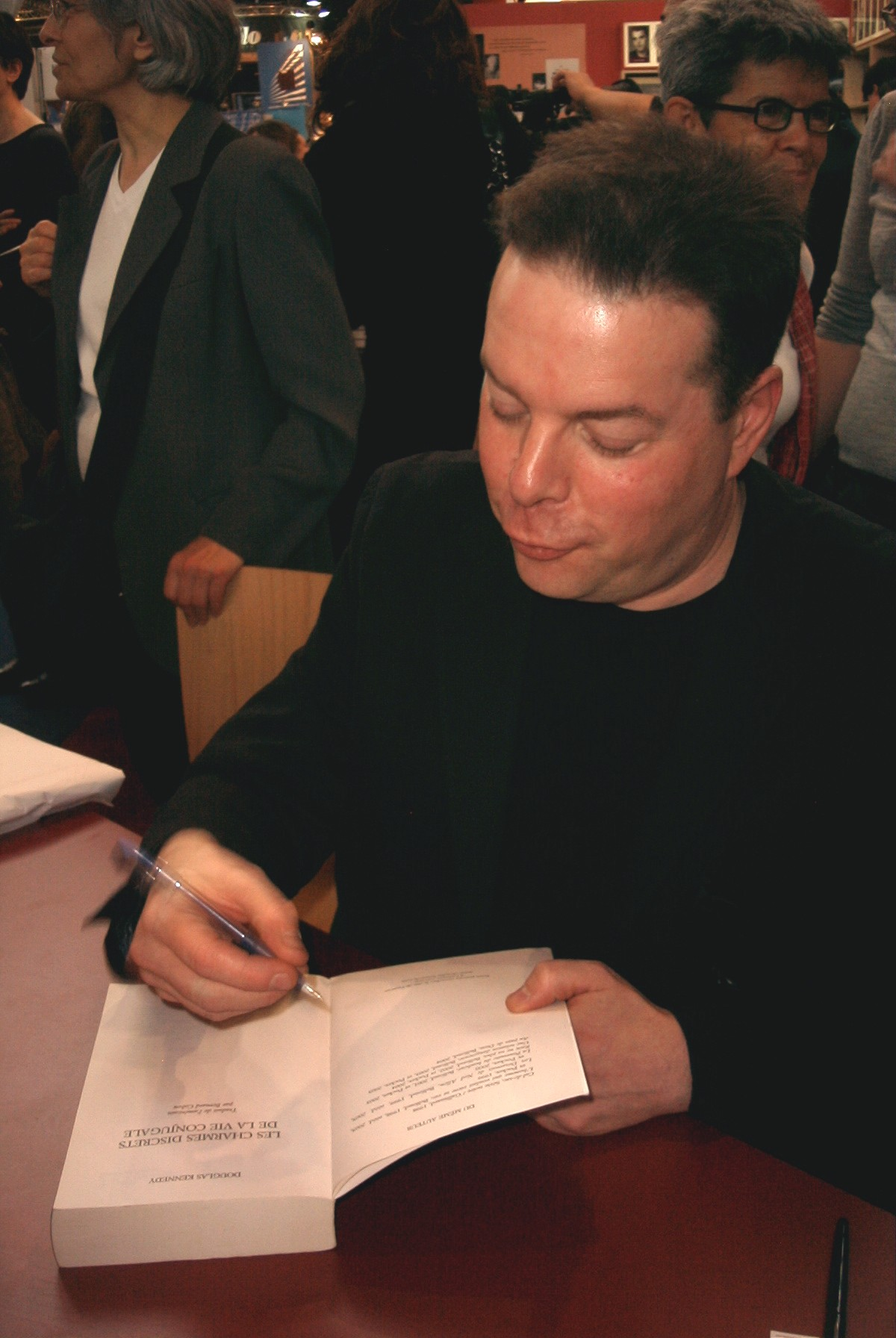
Douglas Kennedy (2007)
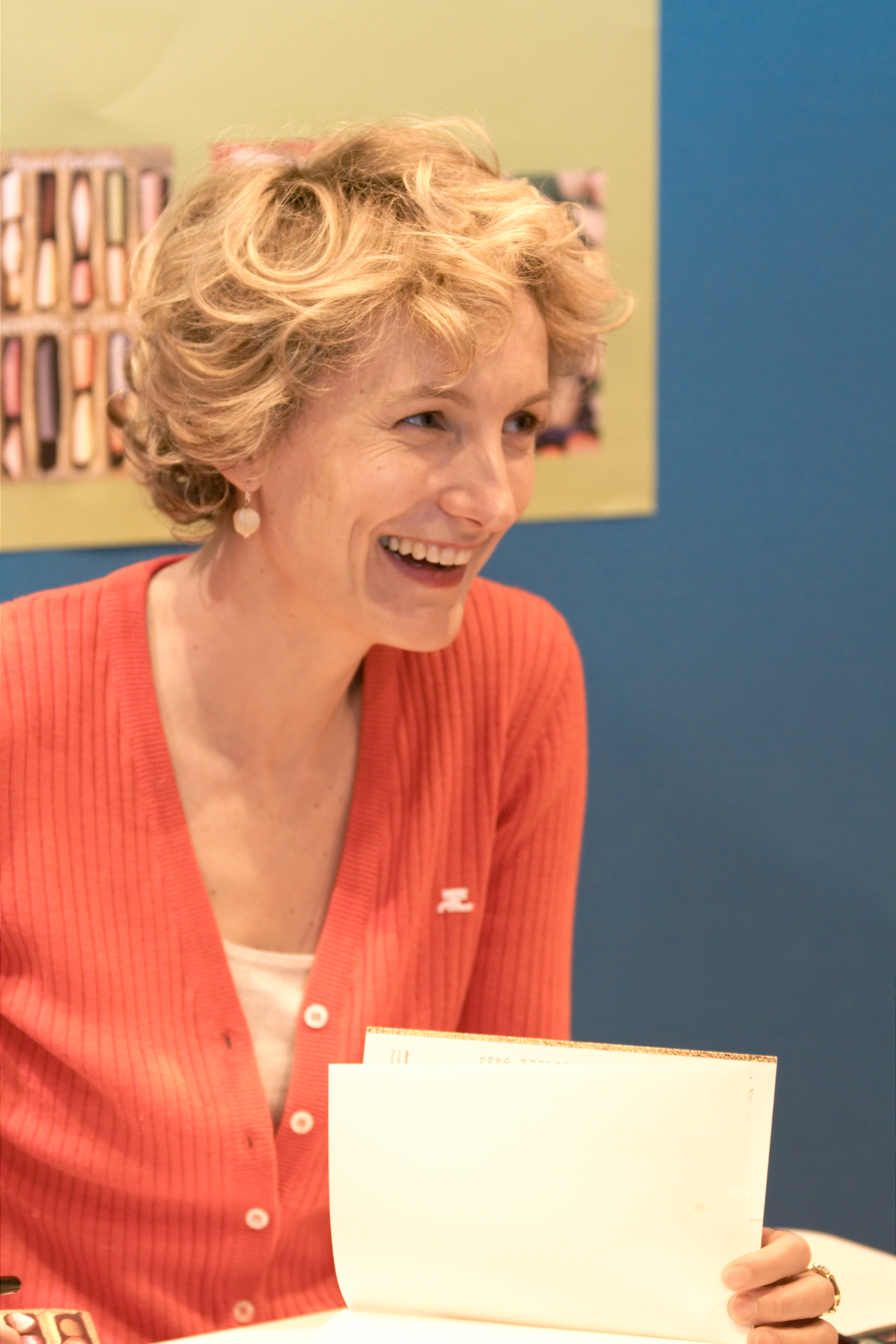
Anna Gavalda (2010)
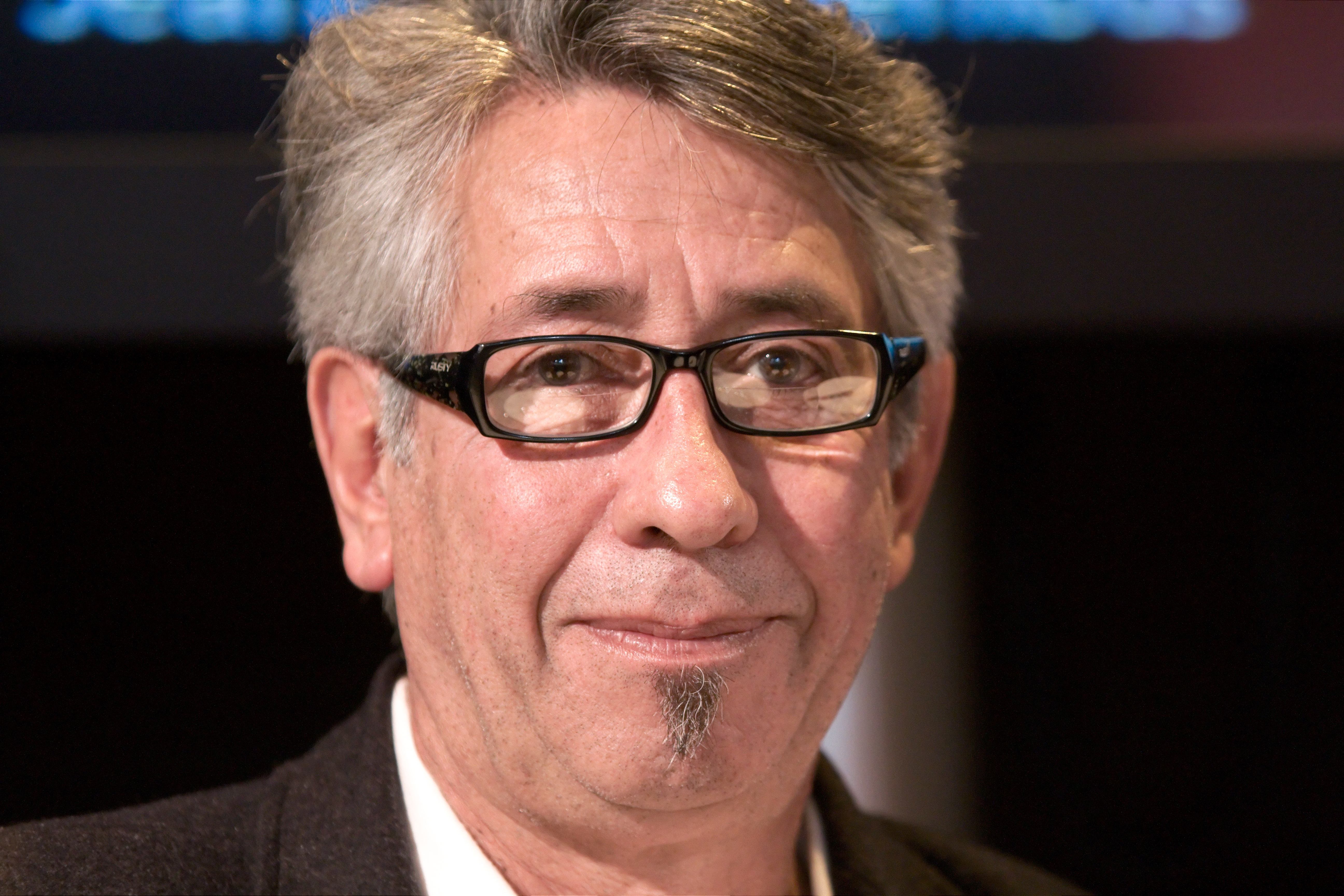
Carlos Liscano (2010)
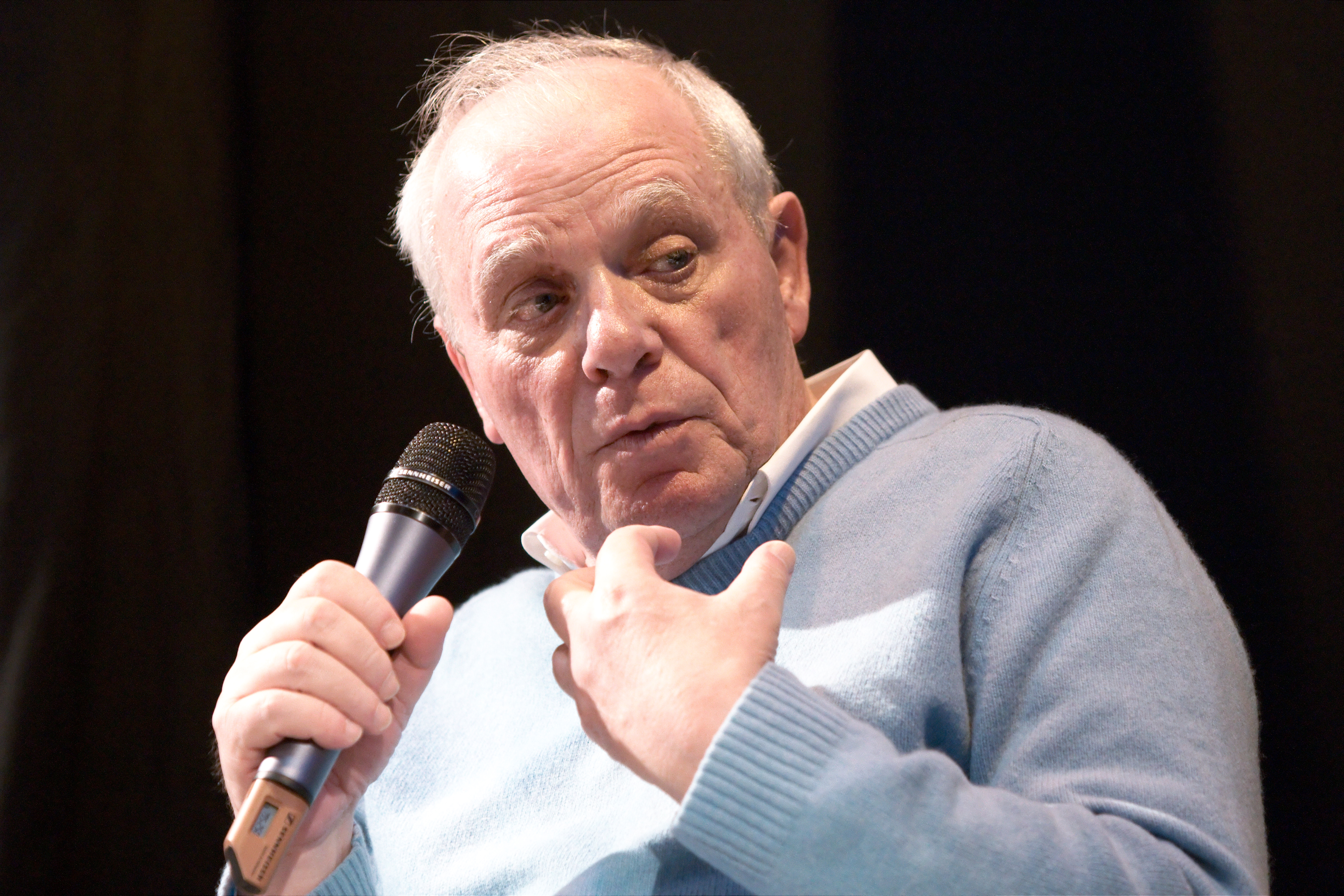
António Lobo Antunes (2010)
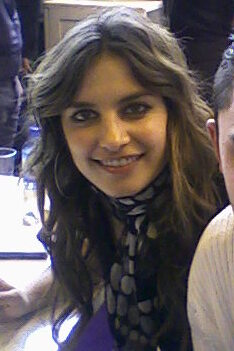
Laëtitia Milot (2010)